# Hagen Lindstädt
Hagen Lindstädt (* 19. November 1966 in Hamburg) ist ein deutscher Wirtschaftswissenschaftler.

## Leben
Von 1987 bis 1992 studierte er Wirtschaftsmathematik an der Universität Hamburg. Von 1992 bis 1999 war er Berater und Projektleiter bei McKinsey & Company (Projekte in Europa und USA; Schwerpunkte: Strategische Neuausrichtung, Reorganisation und Restrukturierung, Strategiesimulation, Implementierung von Produkt-/Marktstrategien; Industrien: Technologie, Telekommunikation, Energiewirtschaft, Banken und Versicherungen). Nach der Promotion zum Dr. rer. pol. 1995 an der Goethe-Universität bei Helmut Laux und der Habilitation 2000 in Frankfurt am Main bei Hugo Kossbiel (DFG-Habilitationsstipendiat) war er von 2001 bis 2004 Inhaber des Lehrstuhls für Strategisches Management und Organisation an der Handelshochschule Leipzig. Seit 2004 ist er Inhaber des Lehrstuhls für Unternehmensführung am Karlsruher Institut für Technologie.

## Schriften (Auswahl)
- Optimierung der Qualität von Gruppenentscheidungen. Ein simulationsbasierter Beitrag zur Principal-Agent-Theorie. Physica-Verlag, Heidelberg 1997, ISBN 3-7908-0988-8.
- mit Richard Hauser: Strategische Wirkungsbereiche des Unternehmens. Spielräume und Integrationsgrenzen erkennen und gestalten. Gabler, Wiesbaden 2004, ISBN 3-409-03402-1.
- Beschränkte Rationalität. Entscheidungsverhalten und Organisationsgestaltung bei beschränkter Informationsverarbeitungskapazität. Hampp, München 2006, ISBN 3-87988-997-X.